# Rio Cernişoru
O Rio Cernişoru é um rio da Romênia, afluente do Mamu, localizado no distrito de Olt.